# África López Souto
África López Souto (La Coruña, 1966) es una filósofa, docente, escritora y divulgadora española.

## Trayectoria
Se doctoró en Filosofía en la Universidad de Santiago de Compostela en 1999 con la tesis titulada O individuo na filosofía de Michel Foucault en la que se recorre la filosofía del filósofo, historiador, sociólogo y psicólogo francés Michel Foucault desde la perspectiva del individuo. Fue profesora de Filosofía en diversos institutos en Pontevedra, en Marín, en Padrón, en Carballo y en La Coruña, y es directora del IES Urbano Lugrís de La Coruña donde también imparte clases.
López ha escrito unidades didácticas sobre la película Concepción Arenal, La visitadora de cárceles (Xunta de Galicia, 2014), desde la perspectiva de una pedagogía de la igualdad de género. Además, es autora de numerosos artículos filosóficos y reseñas.
Realizó la revisión temático-filosófica de la traducción al gallego de El segundo sexo, de Simone de Beauvoir. Colabora también en la revista Ágora, y es miembro de la sección de Pensamiento del Consejo de Cultura Gallega. 
En 2019, publicó la obra Mulleres que (nos) dan que pensar, sobre las aportaciones de mujeres que han sido pioneras y referentes a lo largo de la historia en diferentes ámbitos.
Por otro lado, lleva dedicándose durante años a trabajos de cooperación al desarrollo, tanto en Galicia como fuera de España, en Bolivia.

## Obra
- 2004 – Concepción Arenal. Baía Edicións. ISBN 978-84-96128-58-3.
- 2008 – Simone de Beauvoir. Baía Edicións. ISBN 978-84-96893-73-3.
- 2019 – Mulleres que (nos) dan que pensar. Editorial Galaxia. ISBN 978-84-9151-429-9.[1]
- 2020 – As caras ocultas da educación das mulleres. En Grial, 228, tomo LVIII. pp. 150-153. ISSN 0017-4181